# Hamstreet
Hamstreet es una localidad situada en el municipio de Ashford, en Kent, Inglaterra (Reino Unido). Según el censo de 2021, tiene una población de 1700 habitantes.